# 13583 Bosret
13583 Bosret è un asteroide della fascia principale. Scoperto nel 1993, presenta un'orbita caratterizzata da un semiasse maggiore pari a 2,7316850 UA e da un'eccentricità di 0,0316678, inclinata di 3,40968° rispetto all'eclittica.